# Jonçac
Jonzieux és un municipi francès situat al departament del Loira i a la regió d'Alvèrnia-Roine-Alps. L'any 2007 tenia 1.245 habitants.

## Demografia

### Població
El 2007 la població de fet de Jonzieux era de 1.245 persones. Hi havia 470 famílies de les quals 110 eren unipersonals (61 homes vivint sols i 49 dones vivint soles), 146 parelles sense fills, 190 parelles amb fills i 24 famílies monoparentals amb fills.
La població ha evolucionat segons el següent gràfic:
Habitants censats

### Habitatges
El 2007 hi havia 635 habitatges, 479 eren l'habitatge principal de la família, 93 eren segones residències i 64 estaven desocupats. 497 eren cases i 137 eren apartaments. Dels 479 habitatges principals, 359 estaven ocupats pels seus propietaris, 108 estaven llogats i ocupats pels llogaters i 11 estaven cedits a títol gratuït; 5 tenien una cambra, 19 en tenien dues, 65 en tenien tres, 131 en tenien quatre i 259 en tenien cinc o més. 373 habitatges disposaven pel capbaix d'una plaça de pàrquing. A 201 habitatges hi havia un automòbil i a 236 n'hi havia dos o més.

### Piràmide de població
La piràmide de població per edats i sexe el 2009 era:
| Homes | Edats   | Dones |
| ----- | ------- | ----- |
| 0     | 95 o +  | 4     |
| 4     | 90 a 94 | 16    |
| 0     | 85 a 89 | 20    |
| 4     | 80 a 84 | 4     |
| 16    | 75 a 79 | 20    |
| 28    | 70 a 74 | 32    |
| 32    | 65 a 69 | 20    |
| 20    | 60 a 64 | 24    |
| 28    | 55 a 59 | 16    |
| 52    | 50 a 54 | 44    |
| 36    | 45 a 49 | 20    |
| 16    | 40 a 44 | 40    |
| 56    | 35 a 39 | 44    |
| 20    | 30 a 34 | 44    |
| 32    | 25 a 29 | 12    |
| 36    | 20 a 24 | 24    |
| 32    | 15 a 19 | 28    |
| 44    | 10 a 14 | 32    |
| 28    | 5 a 9   | 44    |
| 32    | 0 a 4   | 44    |

## Economia
El 2007 la població en edat de treballar era de 804 persones, 581 eren actives i 223 eren inactives. De les 581 persones actives 543 estaven ocupades (293 homes i 250 dones) i 38 estaven aturades (23 homes i 15 dones). De les 223 persones inactives 85 estaven jubilades, 74 estaven estudiant i 64 estaven classificades com a «altres inactius».

### Ingressos
El 2009 a Jonzieux hi havia 456 unitats fiscals que integraven 1.143 persones, la mediana anual d'ingressos fiscals per persona era de 18.192 €.

### Activitats econòmiques
Dels 48 establiments que hi havia el 2007, 1 era d'una empresa alimentària, 1 d'una empresa de fabricació de material elèctric, 8 d'empreses de fabricació d'altres productes industrials, 5 d'empreses de construcció, 10 d'empreses de comerç i reparació d'automòbils, 3 d'empreses de transport, 3 d'empreses d'hostatgeria i restauració, 3 d'empreses financeres, 2 d'empreses immobiliàries, 5 d'empreses de serveis, 5 d'entitats de l'administració pública i 2 d'empreses classificades com a «altres activitats de serveis».
Dels 12 establiments de servei als particulars que hi havia el 2009, 1 era una oficina bancària, 2 tallers de reparació d'automòbils i de material agrícola, 1 guixaire pintor, 1 fusteria, 2 lampisteries, 1 electricista, 1 perruqueria, 1 restaurant i 2 agències immobiliàries.
Dels 3 establiments comercials que hi havia el 2009, 1 era una botiga de menys de 120 m², 1 una fleca i 1 una llibreria.
L'any 2000 a Jonzieux hi havia 24 explotacions agrícoles que ocupaven un total de 648 hectàrees.

## Equipaments sanitaris i escolars
El 2009 hi havia 2 escoles elementals.

## Poblacions més properes
El següent diagrama mostra les poblacions més properes.